# Digonogastra saccharalis
Digonogastra saccharalis är en stekelart som först beskrevs av Turner 1918.  Digonogastra saccharalis ingår i släktet Digonogastra och familjen bracksteklar. Inga underarter finns listade i Catalogue of Life.